# Kuselar-e Sofla
Kuselar-e Sofla – wieś w Iranie, w ostanie Azerbejdżan Zachodni, w szahrestanie Mijandoab. W 2006 roku liczyła 501 mieszkańców.